# 蘇台德地區

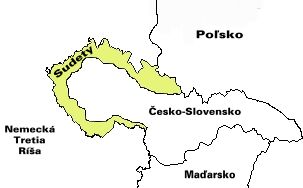
蘇台德地區

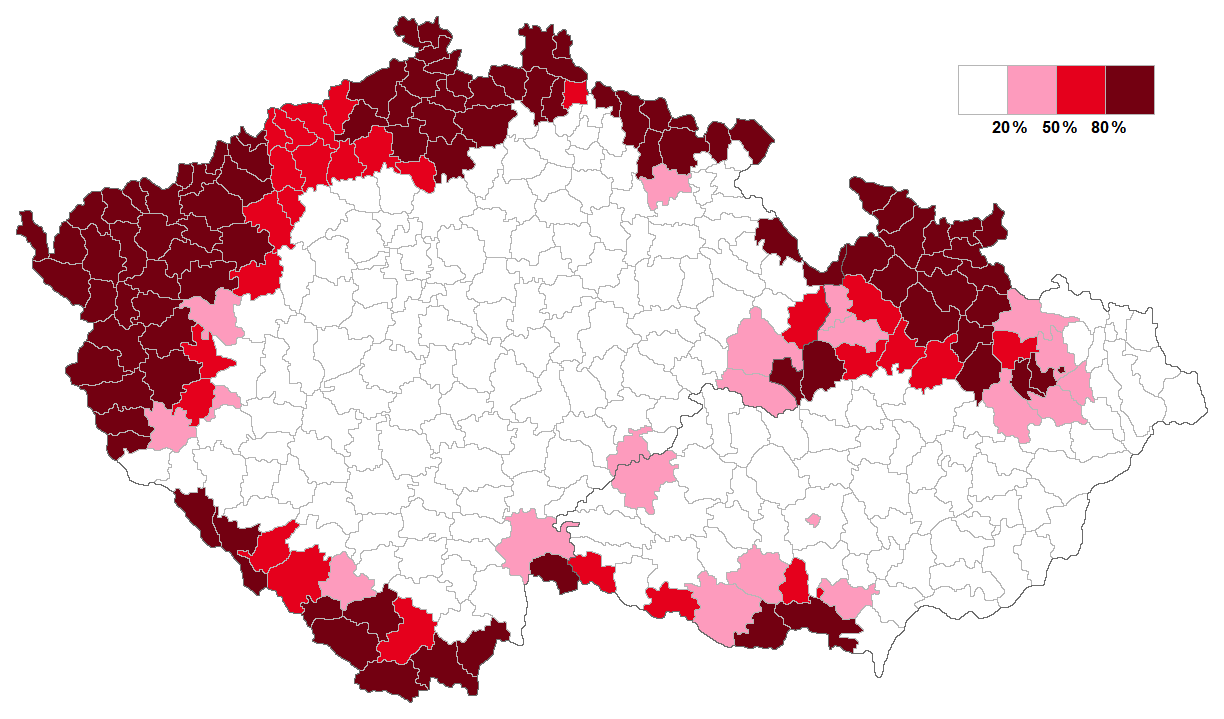
1930年捷克斯洛伐克德意志族人口分布

蘇台德地區（或譯蘇德台）是一个历史名称，指1938年至1945年期间，苏台德德意志人（德語：Sudetendeutsche）的居住地。它位於現今捷克境內，包括波西米亚、摩拉維亞与西里西亚的部分地区，位于苏台德山脉附近。
在13世纪时，日耳曼人迁居于此。在奥匈帝国时期，由于哈布斯堡王朝的政策，德意志裔人數量迅速增长。19世纪末，当地的德意志人与捷克人产生冲突，萌生独立想法。1918年一战结束后，奥匈帝国分裂，苏台德地区成为新建立的捷克斯洛伐克的一部分。此时此地已居住着300余万德意志人，为当地主体民族。1938年慕尼黑会议后，在英、法两国同意下，捷克斯洛伐克被迫割让苏台德地区给纳粹德国。这只是助长希特勒侵略中欧的野心。最后德国在1939年将捷克剩余部分置于其控制的傀儡政权波希米亞和摩拉維亞保護國之下，更于同年入侵波兰，引起第二次世界大战。1945年，第二次世界大戰结束，德国投降，地区重归捷克斯洛伐克，大多數德意志人遭驅逐出境，只剩下約24萬人。1993年捷克與斯洛伐克分裂，此地歸屬於捷克共和国。

## 歷史
蘇台德地區在歷史上從未成為一個獨立的歷史地區，這讓此地與波希米亞緊密相連至19世紀民族主義興起為止。

### 起源
蘇台德地區最初由凱爾特人與波伊人定居，最早的記載文獻出現在西元二世紀的托勒密地圖。之後，馬科曼尼的日耳曼族部落統治了數個世紀，並建立了布爾諾等城市，接著在民族大遷徙時期西遷。西元七世紀，斯拉夫人遷入並組成薩莫部落聯盟。中世紀中期，日耳曼人開始定居在人口較少的邊境地區。

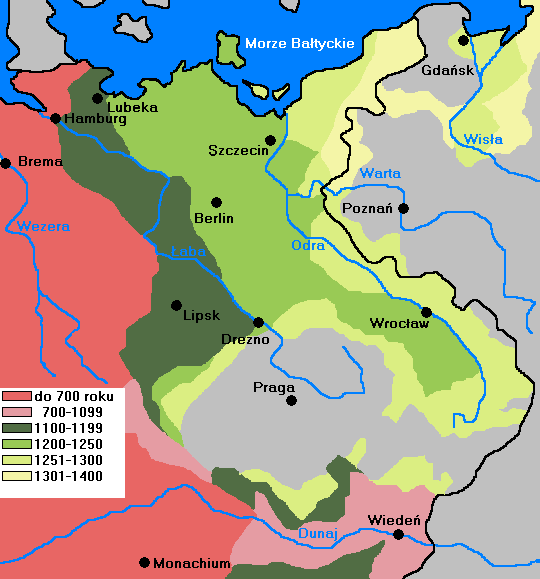
西元700–1400年的日耳曼人東遷進度

在中世紀，位於波希米亞公國與波希米亞王國山區邊界的蘇台德地區自民族大遷徙後就以西斯拉夫捷克人為主。沿著西方的波希米亞林山，捷克地區與德國斯拉夫部落（德國索布人）巴伐利亞及弗蘭肯部落公國接壤；中世紀德意志王國亦在鄰近的波希米亞-摩拉維亞高地南方的奧地利地區以及厄爾士山脈外的北邁森地區北部建立邊疆區。東向移民運動過程中，日耳曼人從十三世紀開始陸續定居於蘇台德山脈北方的上盧薩蒂亞地區及西利西亞公國。
自十三世紀下半葉起，在波希米亞普熱米斯爾王朝統治者—特別是奧托卡二世及瓦茨拉夫二世的鼓勵下，德意志人開始移住波希米亞邊境。1306年普熱米斯爾王朝滅亡後，獲得波希米亞貴族支持的盧森堡的約翰擊敗對手克恩滕的亨利公爵登上王位。1322年，波希米亞約翰一世（第三次）獲得西方的前帝國領地埃格蘭地區並可附庸大部分皮雅斯特西里西亞公國，之後在1335年的特倫欽條約獲得波蘭卡齊米日三世認可。其子，波希米亞國王查理四世在1346年選為羅馬之王，並在1355年加冕為神聖羅馬皇帝。他將卢萨蒂亚併入波希米亞王冠領，儘管當地已有大量德意志人居住。
德意志人在丘陵邊境地帶建立了森林玻璃製造產業。儘管有部分胡斯派叛亂份子也是德意志族，然而胡斯戰爭（1419–1434）仍促進了德意志族群人口的增長。
在德意志人大量居住於丘陵邊境地帶及低地城市後，巴伐利亞後裔主要集中在南波希米亞與南摩拉維亞地區、布爾諾、伊赫拉瓦、捷克布杰约维采，以及西波希米亞比爾森州；弗蘭肯後裔主要集中在扎泰茨；上薩克森後裔主要集中在北波希米亞，該地與薩克森選侯國的邊界在1459年埃格和平協定劃定；德意志西利西亞人則集中於蘇台德地區附近的克拉德斯科伯国、摩拉維亞-西利西亞州、斯維塔維與奧洛穆茨。在17世紀後期至1860年，德語人口成為布拉格的主要族群，但在1910年後，德語人口減少至6.7%。
從盧森堡王朝開始，波希米亞的統治者經波傑布拉德的伊日傳至雅蓋隆王朝，最後在1526年傳至哈布斯堡家族。捷克與德國的波希米亞人在三十年戰爭中損失慘重，波希米亞失去高達70%的人口。在1620年白山戰役終結了波西米亞起義後，哈布斯堡家族最終將波希米亞王國併入其君主國。而在隨後的反宗教改革，來自奧地利地區的德意志天主教徒移居至人口較少的區域。1627年，哈布斯堡王朝實施《新版邦地條例》（德語：Verneuerte Landesordnung），使得德語取代捷克語成為帝國的主要及官方語言。之後的1749年，奧地利帝國同樣推行德語為官方語言。皇帝約瑟夫二世在1780年放棄了波希米亞國王的加冕儀式，未能成功地將德語定為所有哈布斯堡領地（包括匈牙利）的唯一官方語言。儘管如此，德意志文化的影響力仍在啟蒙時代和魏玛古典主义時期不斷提升。
另一方面，在浪漫主義運動的過程中，民族間的緊張情勢逐漸提升。捷克政治家法蘭提塞克·帕拉茲基等人提倡的奧地利斯拉夫主義，以及泛德意志民族運動等促成了德意志問題。捷克人與德意志民族主義者之間的衝突在19世紀浮上檯面，如1848年革命中，波希米亞與摩拉維亞的德語族群想要建立德意志民族國家，然而捷克語族群堅持反對在波希米亞建國。使得波希米亞王國仍留在奧地利帝國與奧匈帝國內至第一次世界大戰結束後瓦解為止。

### 用語的出現

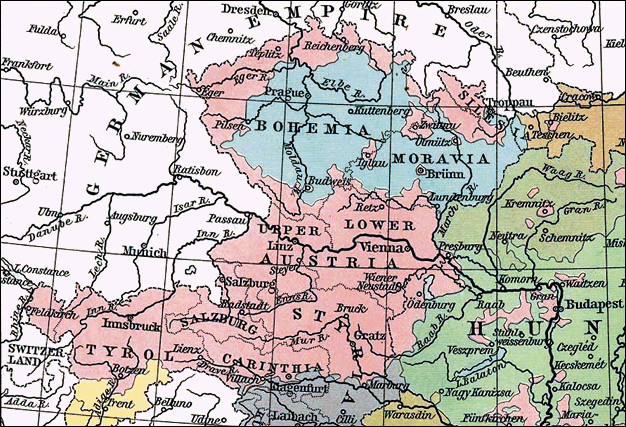
1911年奧匈帝國族群分布：粉紅色地區以德語族群為主，藍色地區以捷克語族群為主

隨著民族主義的興起，20世紀初期出現了「蘇台德德意志人」（德語：Sudetendeutsche）的名稱。它最初是奧匈帝國內三個更大的德意志人族群的一部分，包括了之後成為奧地利共和國的「阿爾卑斯德意志人」（德語：Alpine Deutschen），以及匈牙利與東方的「巴爾幹德意志人」（德語：Balkandeutsche）。在這三個族群名稱中，只有「蘇台德德意志人」因波希米亞內部的種族和文化衝突而保存下來。

### 第一次世界大戰
第一次世界大戰期間，後來被稱為蘇台德地區的戰死率高於奧匈帝國的其他大多數德語地區，僅次於德意志南摩拉維亞和克恩頓。每1,000名居民中有34人喪生。
第一次世界大戰後，奧匈帝國解體。1918年10月，由波希米亞王國土地及匈牙利王國土地組成的獨立國家捷克斯洛伐克宣布成立。波希米亞、摩拉維亞和西利西亞的德意志人代表在帝國議會引用美國總統伍德羅·威爾遜提出的十四點和平原則及民族自決，試圖透過談判，聯合德語領地新建德意志-奧地利共和國，並加入威瑪德國。
前波希米亞王冠領的德語地區位在由捷克人、德意志人、斯洛伐克人、匈牙利人、波蘭人及立陶宛人組成的多民族新國家捷克斯洛伐克內。1918年9月20日，布拉格政府就蘇台德地區徵求美國的意見。美國總統威爾遜派出大使阿奇博·凱瑞·柯立芝前往捷克斯洛伐克。柯立芝支持尊重德意志人的自決權，並將北波希米亞以外的所有德語區併入德國或奧地利。 然而，參加巴黎會談的美國代表團，以艾倫·杜勒斯為美國在捷克斯洛伐克委員會的首席外交官，強調維護捷克土地的統一，決定不聽從柯立芝的提議。
此時成立了四個地區政府組織：
- 德意志波希米亞省（德語：Provinz Deutschböhmen）：宣布為國家，成立於1918年10月29日至12月16日，位於北、西波希米亞，首府為賴興貝格 (利貝雷茨)。
- 苏台德省（德語：Provinz Sudetenland）：宣布為國家，成立於1918年10月29日至12月18日，位於北摩拉維亞與奧地利西里西亞，首府為特羅保（奧帕瓦）。
- 波希米亚森林區（德語：Böhmerwaldgau）：宣布為奧地利上奧地利邦的一個地區，成立於1918年10月30日，位於波希米亞林山/南波希米亞。
- 德意志南摩拉維亞（德語：Deutschsüdmähren）：宣布為奧地利下奧地利邦的一個地區，成立於1918年10月30日。

參與巴黎和會的美國委員會發表聲明，一致支持「捷克土地的統一」。 宣言特別指出：
委員會…一致認為分離德意志-波希米亞人居住的所有地區不僅會使捷克斯洛伐克面臨巨大的危險，而且同樣會為德意志人帶來巨大的困難。 唯一可行的辦法是將這些德意志人納入捷克斯洛伐克。
包含布爾諾、伊赫拉瓦、奧洛摩次的摩拉維亞德語少數族群也曾試圖加入德意志奧地利但未能成功。捷克人因此拒絕了德意志波希米亞人的心願，並要求德意志人的居住地納入國家內，儘管有超過90%（1921年）的德意志族（佔捷克斯洛伐克德意志人的23.4%）是居住在波希米亞王冠領的土地上。1919年聖日耳曼條約承認將德語地區納入捷克斯洛伐克。在接下來的二十年，部分在蘇台德地區的德意志人仍持續爭取脫離捷克斯洛伐克。

### 捷克斯洛伐克共和國時期

蘇台德德意志人懸掛的旗幟

根據1921年2月的人口普查，捷克斯洛伐克有3,123,000名母語為德語的人，佔總人口的23.4%。捷克人和德語少數民族之間的爭議持續於整個1920年代，並在1930年代愈演愈烈。
在經濟大蕭條時期，德意志少數民族居住的大部分山區以及捷克斯洛伐克的其他外圍地區受到經濟蕭條的傷害超過該國內地。不同於低發展地區（魯塞尼亞、摩拉維亞瓦拉幾亞），蘇台德地區的經濟高度集中於脆弱的出口依賴型產業（如玻璃廠、紡織業、造紙和玩具製造業）。有60%的珠寶首飾與玻璃製造業集中於蘇台德地區，該行業有69%的員工以德語為母語，且有95%的珠寶首飾和78%的其他玻璃器具用於出口。玻璃製造業受到消費能力下降以及其他國家實施保護措施的影響，許多德意志人因此失去了工作。
高失業率，以及學校和所有公共場所強制使用捷克語，使得人們更為嚮往民粹主義與極端主義運動，如法西斯主義、共產主義與德意志領土收復主義。這段期間，德意志民族主義政黨以及後來的蘇台德德意志人黨（SdP）靠著其激進的訴求獲得了捷克斯洛伐克大量的德意志人支持。

### 蘇台德危機

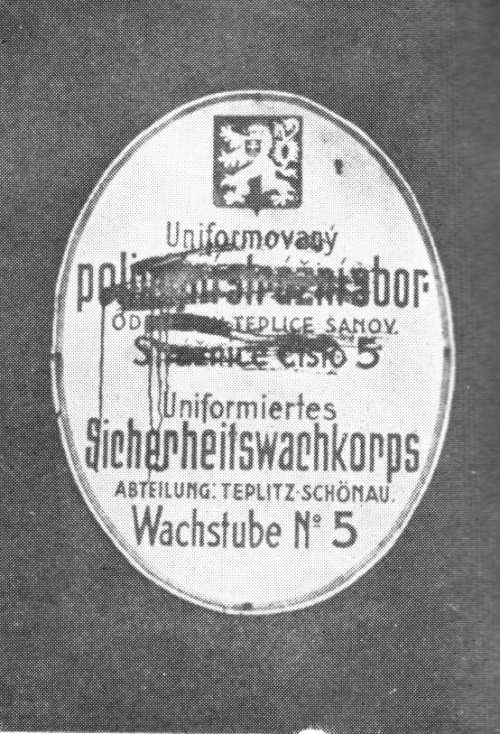
蘇台德德意志激進份子將捷克语塗掉，1938年特普利采

希特勒日益增強的侵略性促使捷克斯洛伐克軍隊從1936年開始建造廣泛的邊境防禦工事，以保衛陷入困境的邊境地區。1938年3月德奧合併，奧地利併入納粹德國後，希特勒旋即成為捷克斯洛伐克德意志人的擁護對象，引發了「蘇台德危機」。隔月，康拉德·亨萊因領導的蘇台德納粹黨鼓吹自治。1938年4月24日，蘇台德德意志人黨提出卡爾斯巴德計畫，列出八大訴求達成蘇台德德意志人與捷克人的完全平等。
八月，英國首相內維爾·張伯倫指派朗西曼勳爵前往捷克斯洛伐克執行任務，試圖讓捷克斯洛伐克政府與蘇台德德意志人達成和解。朗西曼勳爵在第一天就與捷克斯洛伐克總統爱德华·贝奈斯、捷克斯洛伐克总理米兰·霍查、亨萊因領導的蘇台德德意志人黨成員會面。第二天分別與貝奈斯夫婦、非納粹德意志人會面。
在CC 39(38)文件中可以找到他在返回英國時親自向內閣提交的完整報告—包括他與各方會晤的結論摘要。 朗西曼勳爵對他無法與各方達成協議表示遺憾，但他同意哈利法克斯勳爵的觀點，即獲得的時間很重要。他報告了蘇台德德意志人的情況，並詳細說明了因應危機提出的四項計劃，他也指出每項計劃都有一些要點使其他各方無法接受。
四項計劃分別為：將蘇台德地區移交給第三帝國；舉行將蘇台德地區移交給帝國的公民投票；就此事組織一次四大國會談；建立捷克斯洛伐克聯邦。在會議上，他表示自己非常不願意提出自己的解決方案；他沒有把這看最是他的任務。他還說反對派的重心在波希米亞西北方的埃格和阿什，那裡約有80萬德國人。
他確實表示將這些地區移交給德國幾乎肯定是件好事。他補充說，捷克斯洛伐克軍隊肯定會強烈反對，貝奈斯曾表示他們將會選擇戰鬥而非接受。
英國首相張伯倫在9月15日與希特勒在貝希特斯加登會面，同意割讓蘇台德地區。三天後，法國總理爱德华·达拉第同意其共識。然而沒有任何捷克斯洛伐克代表加入會談。此時的德國可不費一兵一卒進入蘇台德地區
張伯倫在9月22日於戈德斯貝格與希特勒確認之前達成的協議。希特勒以危機為藉口威脅發動戰爭，現在不僅要求吞併蘇台德地區，還要求立即對這些領土進行軍事佔領，讓捷克斯洛伐克軍隊沒有時間對新邊界調整防禦措施。
希特勒在柏林體育宮演講時表示，蘇台德地區是「我在歐洲必須提出的最後一個領土要求」，並要求捷克斯洛伐克在9月28日下午兩點以前割讓蘇台德地區給德國否則將開戰。
為了解決危機，義大利獨裁者貝尼托·墨索里尼建議在慕尼黑召開大國會議。9月29日，希特勒、達拉第與張伯倫會面並同意墨索里尼的提議（實際為赫爾曼·戈林提出）並簽署慕尼黑協定，接受蘇台德地區的立即佔領。捷克斯洛伐克政府雖然不是談判的當事方，但還是被迫接受並在9月30日承諾遵守協議。
蘇台德地區在1938年10月1日至10日完成併入德國。捷克斯洛伐克的捷克部分隨後於1939年3月被德國入侵，一部分被併吞，其餘部分成為波希米亞和摩拉維亞保護國。斯洛伐克部分宣布脫離捷克斯洛伐克獨立成為斯洛伐克共和國（斯洛伐克國），為德國的衛星國及盟友。（魯塞尼亞部分（喀爾巴阡羅斯）也試圖宣布其主權為喀爾巴阡烏克蘭，但只取得短暫的成功。該地區被匈牙利併吞。）
部分邊境地區也被波蘭入侵和吞併。

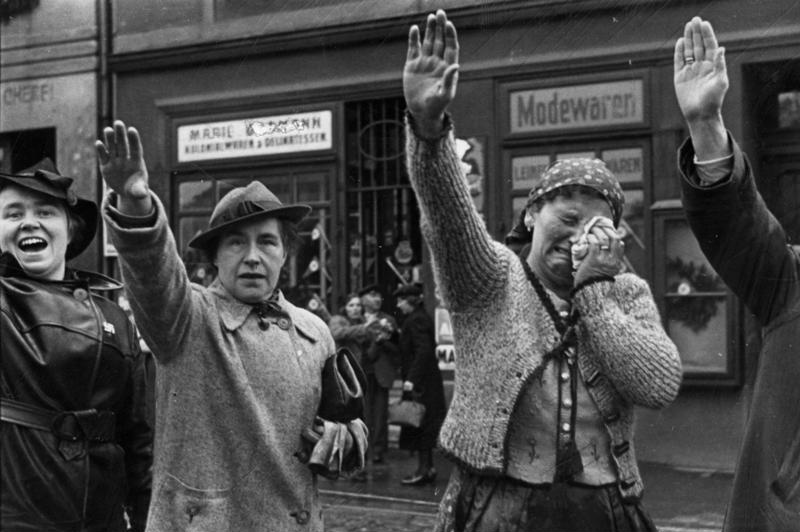
1938年10月3日，在希特勒越過邊界進入前捷克斯洛伐克蘇台德地區後，埃格（海布）市的德意志人向希特勒行納粹禮。
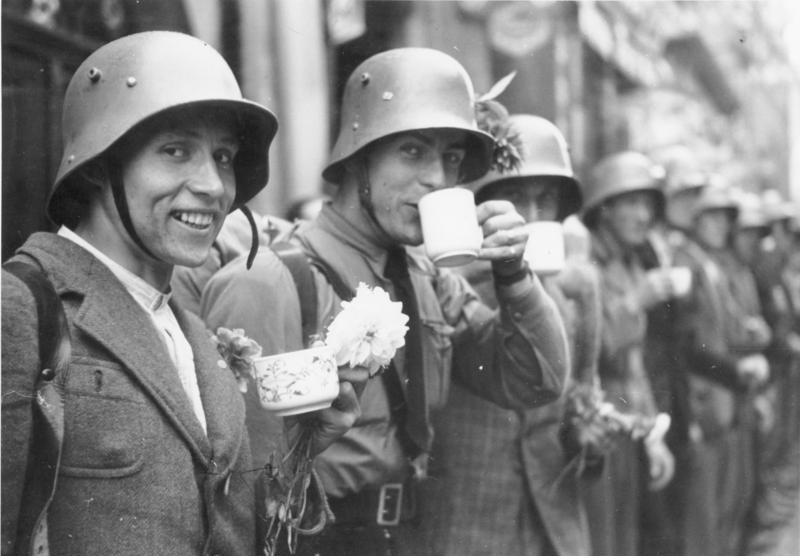
蘇台德德意志自由軍團的志願者在埃格（海布）市接受當地居民的茶點。
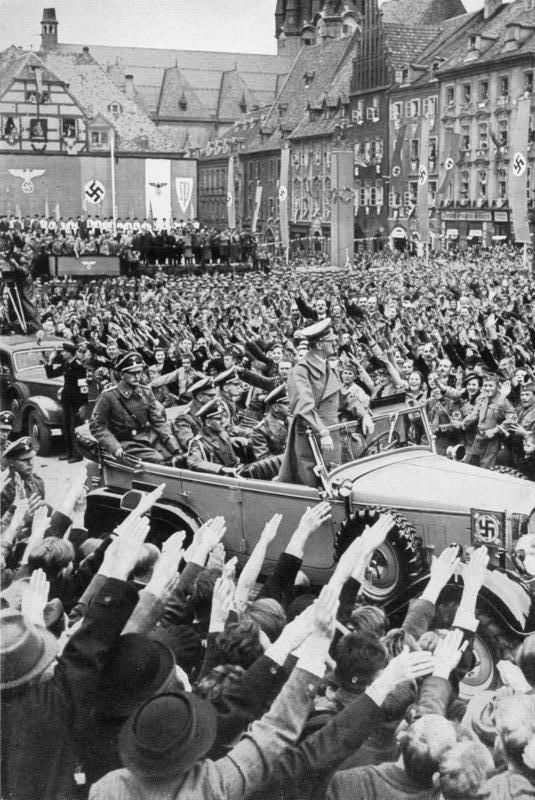
1938年10月3日，阿道夫·希特勒開車穿過埃格（海布）的人群

### 德國統治下的蘇台德地區
蘇台德地區最初實施軍事管理，由威廉·凱特爾將軍擔任軍事總督。1939年4月14日，吞併的領土被分割，南部併入下多瑙帝國大區、上多瑙帝國大區與巴伐利亞東邊疆大區。

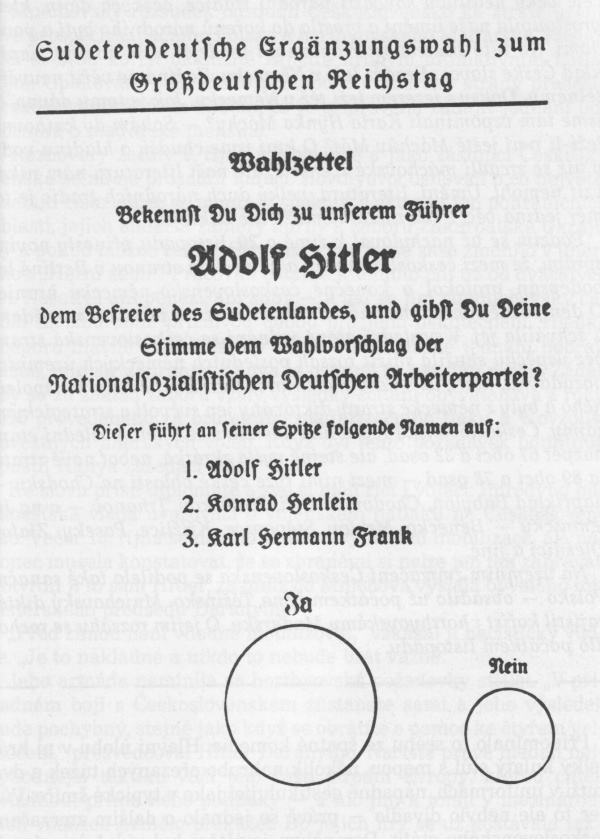
蘇台德蘭帝國大區的選舉票，1938年12月

北部及西部則重組為蘇台德蘭帝國大區，首府為賴興貝格（現在的利贝雷茨）。康拉德·亨萊因（加入納粹黨）擔任首任國家專員（Reichskommissar）及首任總督（Reichsstatthalter）。蘇台德蘭帝國大區則在分為三個行政區：埃格蘭，首府為卡爾斯巴德、奧西格（今烏斯季州），首府為拉贝河畔乌斯季，以及特羅保（今奧帕瓦縣），首府為奥帕瓦。

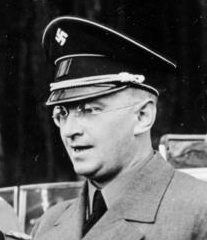
「蘇台德蘭」在戰爭期間由康拉德·亨萊因管理

從佔領前開始，此地的猶太人成為蘇台德蘭大屠殺的主要目標。幾周後，發生水晶之夜。與德國其他地方一樣，許多猶太教堂被縱火燒毀，許多猶太人被送往集中營。猶太人和捷克人不是唯一受苦的民族，德國社會主義者、共產主義者、與和平主義者也受到廣泛的迫害。部分德國社會主義者透過布拉格和倫敦逃離蘇台德地區前往其他國家。納粹實施的一體化政策永久的改變當地社區組成。
儘管如此，在1938年12月4日的蘇台德蘭帝國大區選舉中，有97.32%的成年人投票給納粹黨。約有五十萬蘇台德德意志人入黨，佔蘇台德當地德意志人口的17.34%（1944年全德國人民的入黨比例為7.85%）。這也顯示蘇台德蘭是第三帝國中最支持納粹的區域之一。 由於對捷克語的了解，許多蘇台德德意志人進入捷克人的波希米亞和摩拉維亞保護國執政單位以及納粹組織（蓋世太保等）。其中最知名的就是保護國高階黨衛隊、警察領袖及國務部長卡爾·赫曼·法蘭克。

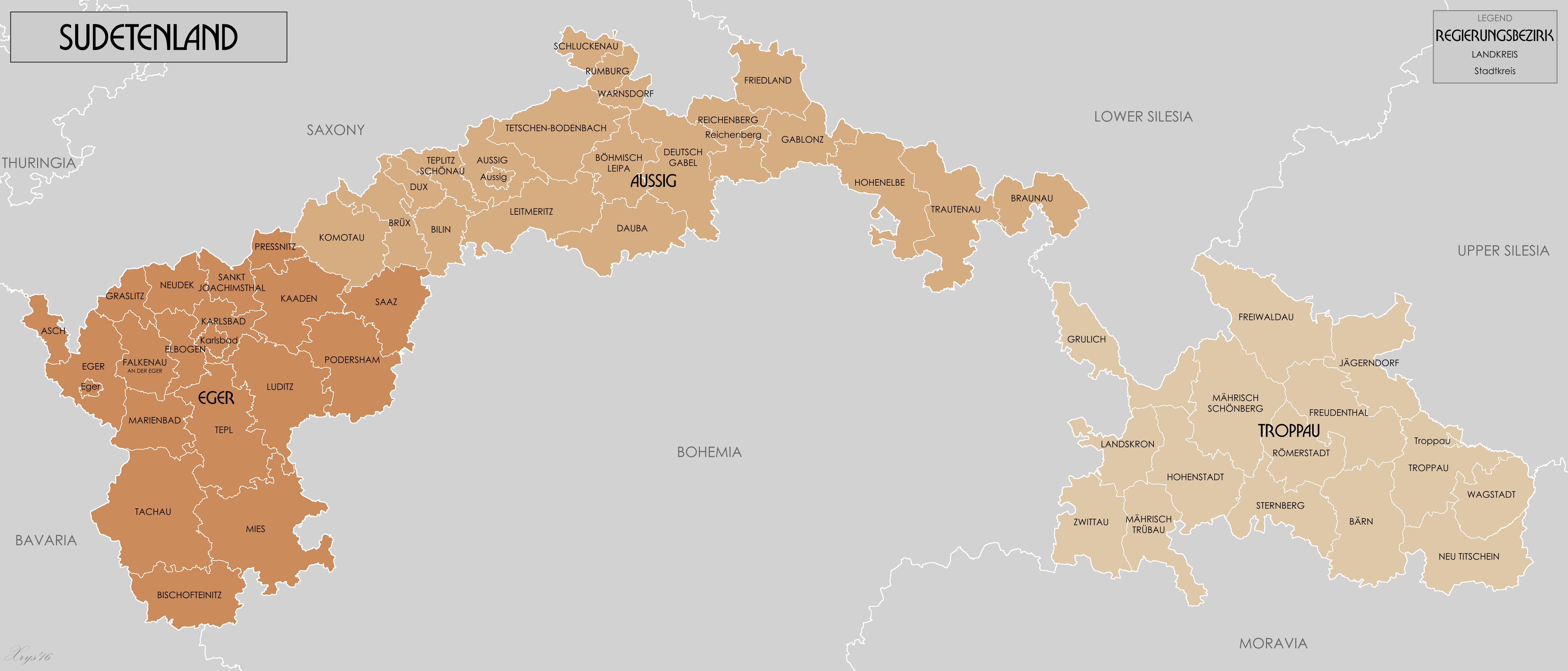
蘇台德蘭帝國大區行政分區

### 二戰後的驅逐和重新安置

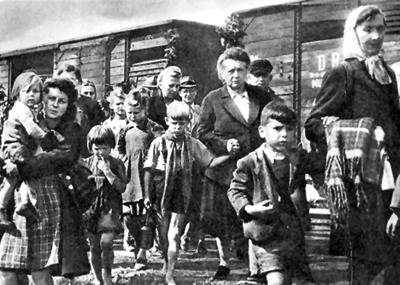
二戰後的捷克斯洛伐克德意志人遭到驅逐

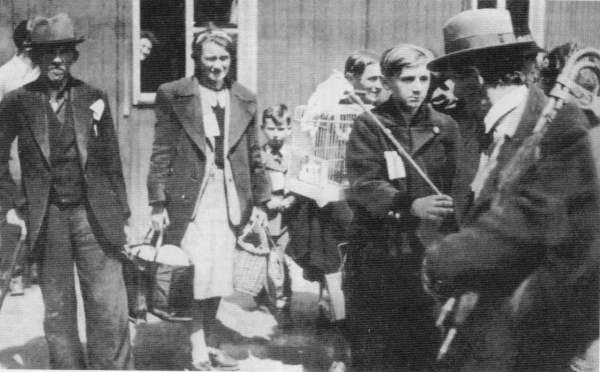
有160,000到170,000名捷克語居民因第三帝國佔領而被迫離開或驅逐

1945年5月捷克斯洛伐克解放後不久，官方通訊禁止使用「蘇台德」（Sudety）一詞，而以邊境領土（pohraniční území）取代。
二戰結束後的1945年波茲坦會議決議蘇台德德意志人須離開捷克斯洛伐克。由於納粹的行為，捷克斯洛伐克國內對德意志人產生了巨大的敵意，絕大多數德意志人被驅逐出境（而捷克斯洛伐克也立法讓留下的德意志人能夠證明他們的反納粹關係）。
前期遭到驅逐的德意志人（1945年春夏）約有500,000人。在1946年貝奈斯頒布施行法令後，大多數德意志人遭到驅逐，至1950年僅剩159,938人（相較於1930年有3,149,820人）仍留在捷克共和國。剩餘的德意志人只要能證明其反法西斯立場與技能勞工身分，就可繼續留在捷克斯洛伐克，但之後被強行分散至國內各地。 部分來自捷克斯洛伐克的德意志難民則組成了蘇台德故土協會。

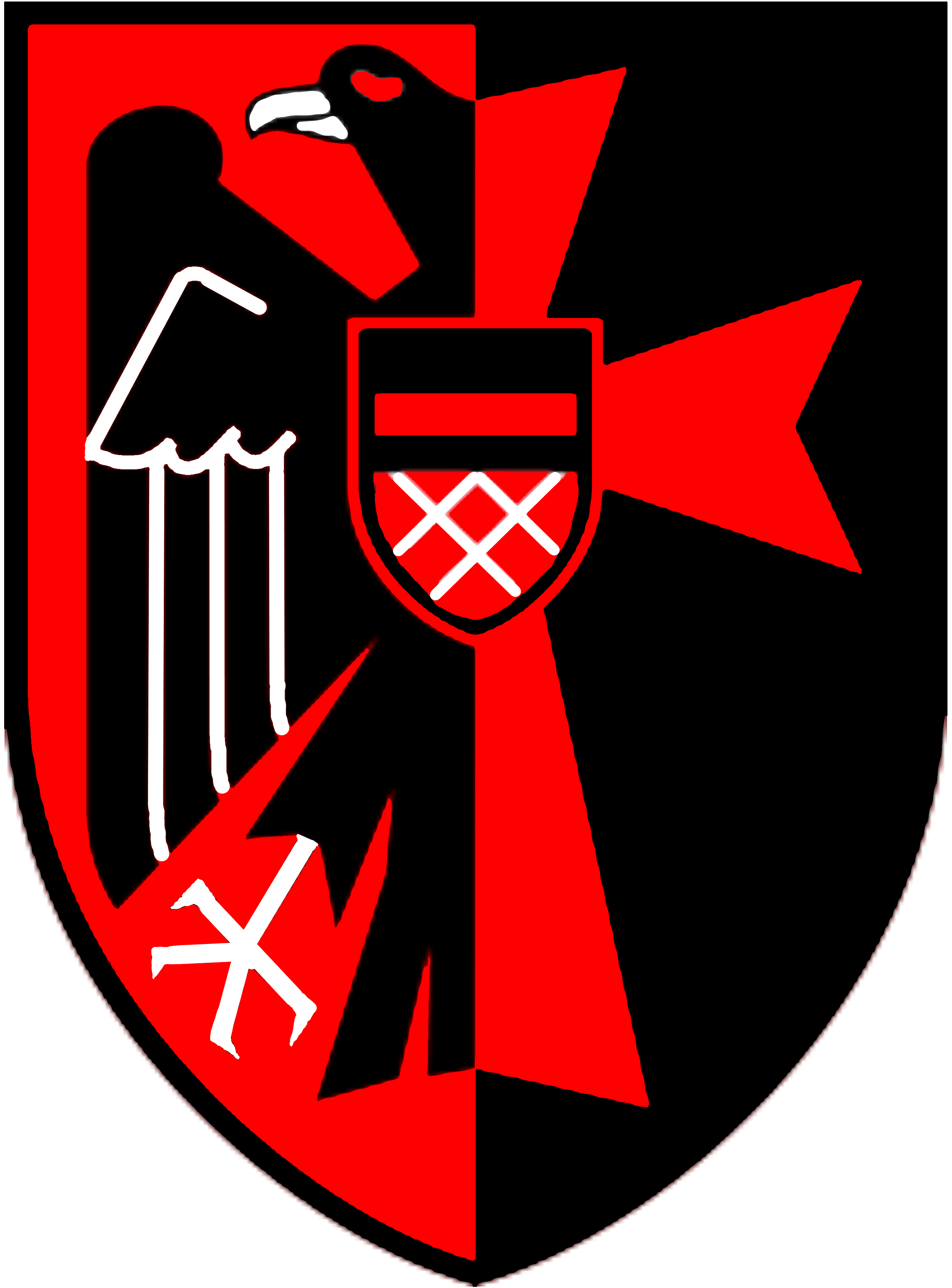
蘇台德故土協會徽章

有超過100,000名留在捷克斯洛伐克的德意志人之後移民至西德。德意志人遭到驅逐後，捷克人與捷克斯洛伐克其他民族如斯洛伐克人、希臘人（1946–49年希臘內戰後抵達）、喀爾巴阡魯塞尼亞人、從大屠殺倖存的羅姆人及猶太人，以及匈牙利人（被迫遷移，之後又返回家鄉）陸續移居至前蘇台德地區。
部分地區如捷克西里西亞-摩拉維亞邊境、南波希米亞（舒馬瓦國家公園）、波希米亞西部與北部等部分地區，由於國家政策（礦產或軍事利益）或環境保護，仍維持低密度人口。此外，在1952-55年鐵幕建立以前，政府當局在距離邊界2公里的區域設立不能居住的「禁區」。距離邊界12公里的廣大區域，或稱「邊境區」，不可有「不忠」或「可疑」的民眾居住或工作。因此，位於邊境區的阿什地區大幅衰落至1989年天鵝絨革命為止。
在海布周圍的最西部邊境地區仍有德意志少數族群居住。在埃格蘭，德國少數民族組織繼續運作。此外，捷克西利西亞的多民族赫盧欽地區的小鎮克拉瓦熱（德語：德意志克拉瓦恩）居民以德意志人為主（2006 年），其中包括一名德意志人市長。
在2001的人口普查中，捷克國內約有40,000名德意志人。

## 外部連結
- WW2DB: Annexation of Sudetenland （页面存档备份，存于）